# José Rodrigues Domingues Meireles
José Rodrigues Domingues Meireles (Nascimento -  Pitangui/MG, c.1760; Falecimento - Pitangui/MG, c.1830) foi um compositor e músico mineiro, um dos representantes da música sacra mineira da 2ª metade do século XVIII. Apesar da escassez de registros acerca de sua vida, sabe-se que atuou como flautista e Mestre-de-Capela da Vila de Pitangui/MG, durante a década de 1820.
Sua obra transita entre o Barroco e o Classicismo e foi influenciada pela música operística europeia, na qual valoriza-se o texto e exige-se dos cantores agilidade e habilidade vocais.
Na época em que viveu, a atividade musical em Minas Gerais expandiu-se devido ao ciclo do ouro, e envolvia tanto música escrita na Europa como composições locais, normalmente escritas e interpretadas por mulatos congregados em irmandades. Muitas obras europeias, de compositores como Palestrina, Boccherini e Haydn, chegaram ao Brasil e foram enviadas tanto para o bispado do Rio de Janeiro quanto para o de Mariana/MG. Estas obras normalmente eram copiadas e espalharam-se pela região, chegando aos compositores locais e influenciando suas obras.

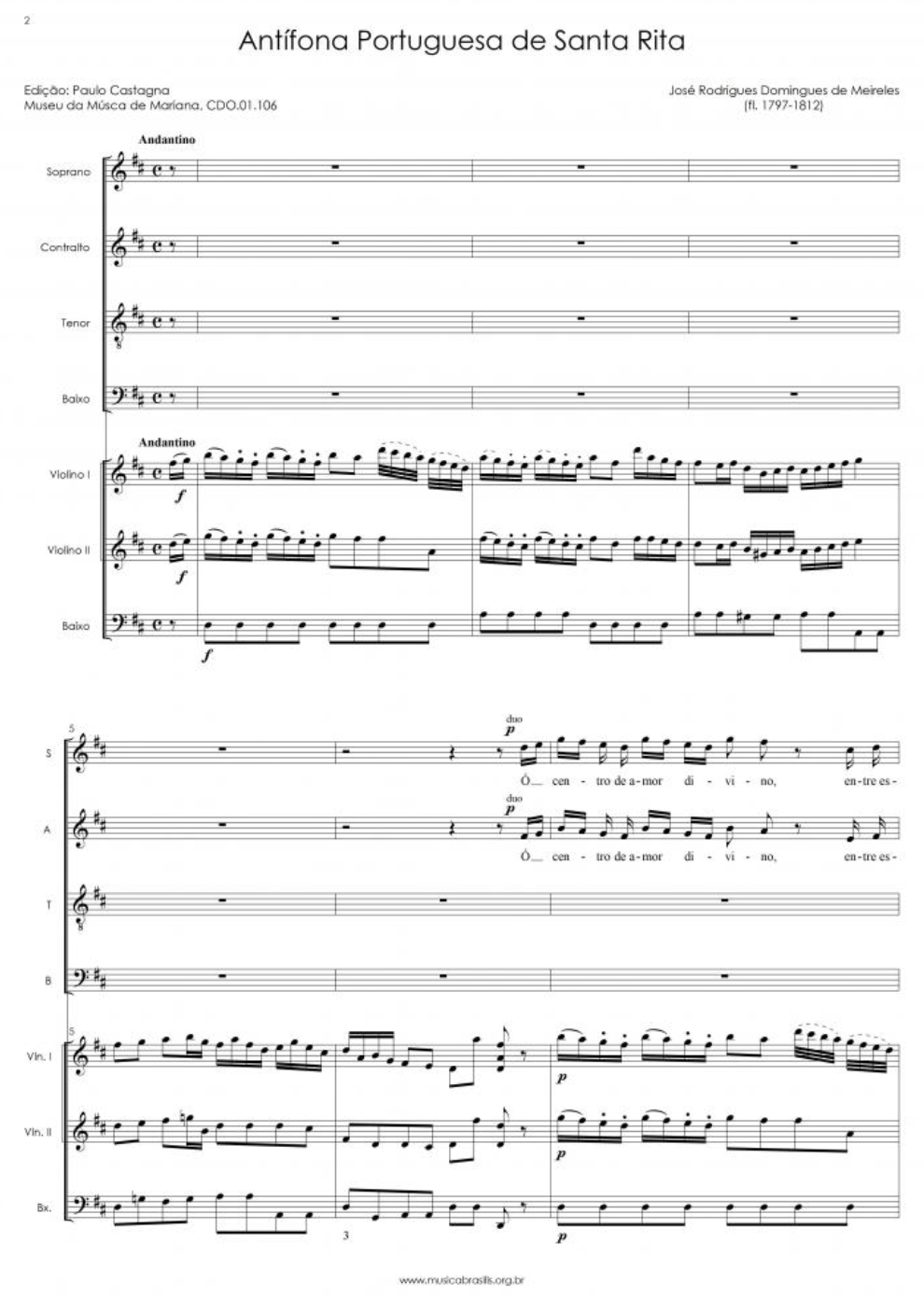
Antífona Portuguesa de Santa Rita (José Rodrigues Domingues Meireles) - 1a página. Partitura completa disponível no Portal Musica Brasilis.

Das obras de José Rodrigues restaram apenas algumas poucas composições, entre elas "Domingo de Ramos" (1810), "Ofícios de quarta, quinta e sexta-feira santa" (1811), "Oh Língua Benedicta - Ária solo", sem data, e a "Antífona Portuguesa de Santa Rita" (1797).
1. 1 2  «José Rodrigues Domingues de Meireles». Portal Musica Brasilis. Consultado em 7 de junho de 2021
2. ↑  Oliveira, Katya. «José Rodrigues Domingues Meireles, Leonardo Vinci, Johann Christian Bach: por uma interpretação vocal». Research Gate: https://www.researchgate.net/publication/277157423_JOSE_RODRIGUES_DOMINGUES_DE_MEIRELES_LEONARDO_VINCI_JOHANN_CHRISTIAN_BACH_POR_UMA_INTERPRETACAO_VOCAL